# HD 80230
О звезде G Киля см. G Киля

HD 80230, также известная как g Киля (g Car), — звезда в созвездии Киля, имеет спектральный класс М и является красным гигантом с видимой звёздной величиной +4.47. Звезда удалена от Земли на 454 +- 28 световых лет.